# سفارة أوزبكستان لدى السعودية
سفارة أوزبكستان لدى السعودية هي الممثلية الدبلوماسية العليا لدولة أوزبكستان لدى المملكة العربية السعودية. تقع السفارة في حي السفارات في الرياض.